# バラキエル
バラキエル（Barakiel 、アラム語: ברקאל 、ギリシア語: Βαρακιήλ）は、第一エノク書にバラクエルの名前で現れる堕天使。人間の女性と交わることを誓い、ヘルモン山に集まった200人の天使たちの頭の1人とされている。8:3では人間に占星術を教えたとされ、69章では堕天使のリストの9番目に挙げられている。
その名は「神の雷光」を意味するという。
ほかにバラクィエル（Baraquiel）、バルキエル（Barkiel, Barchiel）、バルビエル（Barbiel）、バルディエル（Bardiel）などとも表記される。また、東方正教会の大天使ヴァラヒイール（ru:Архангел Варахиил）との関連も指摘されている。